# كأس الاتحاد الإنجليزي 1948–49
كأس الاتحاد الإنجليزي 1948–49 (بالإنجليزية: 1948–49 FA Cup)‏ هو الموسم 68 من  كأس الاتحاد الإنجليزي. أقيم خلال الفترة 4 سبتمبر 1948 وحتى 30 أبريل 1949، والذي يشرف على تنظيمه الاتحاد الإنجليزي لكرة القدم، وفاز فيه وولفرهامبتون واندررز.